# Augenfleck-Lippfisch
Der Augenfleck-Lippfisch (Symphodus ocellatus) ist eine Fischart, die im Mittelmeer, im Schwarzen Meer und im Asowschen Meer vorkommt.

## Merkmale
Der Augenfleck-Lippfisch erreicht eine Maximallänge von 18,5 cm, die meisten Exemplare bleiben aber wesentlich kleiner (ca. 12 cm). Jungtiere, Weibchen und junge Männchen sind blass bräunlich mit einem hellen Bauch und einem hellen Längsstreifen entlang den Körperseiten. Ältere Männchen haben eine grünlich oder orange Grundfärbung mit blauen Punktreihen auf den Körperseiten und blauen Linien am Kopf und einem schwarzen Fleck an der Basis der Schwanzflosse. Namensgebend ist ein großer, grüner oder dunkler Augenfleck auf dem Kiemendeckel. Dieser Fleck ist auch bei Weibchen vorhanden, aber unscheinbarer. Es gibt auch eine einfarbig gelbliche bis orangefarbene Morphe, die aber deutlich kleiner bleibt.

## Lebensweise
Der Augenfleck-Lippfisch lebt küstennah auf Seegraswiesen und in felsigen Arealen mit Algenbewuchs in Tiefen von einem bis 30 Metern. Er ist gesellig  und lebt in lockeren Gruppen mit bis zu 30 Einzeltieren und ernährt sich von Moostierchen, Hydrozoen, Röhrenwürmern, Garnelen, Flohkrebsen, Schnecken und Muscheln. Zur Laichzeit zwischen Mai und August baut das dominante Männchen ein schalenförmiges Nest aus Braun-, Grün- und Rotalgen, das mit Kopf- und Schwanzschlägen befestigt wird. Im Nest laichen hintereinander verschiedene Weibchen und die Eier werden dabei jedes Mal vom Männchen befruchtet. Der Laich wird vom Männchen anschließend beschützt und durch Befächeln mit den Flossen mit sauerstoffreichem Wasser versorgt. Beim Schutz des Laichs wird das dominante Männchen von sogenannten „Satellitenmännchen“ unterstützt, das bisweilen Unachtsamkeiten des dominanten Männchen nutzt, um seinerseits den Laich zu befruchten. Dasselbe Ziel verfolgen auch die „Sneaker“: Hierbei handelt es sich wie Weibchen gefärbte Männchen, die sich kurz hinter eiablegenden Weibchen in das Nest „schleichen“ (englisch to sneak = schleichen), um noch vor dem dominanten Männchen die Eier zu befruchten.
Die Lebenserwartung der Fische liegt bei etwa 5 Jahren.